# Mottier
Mottier is een gemeente in het Franse departement Isère (regio Auvergne-Rhône-Alpes) en telt 596 inwoners (2004). De plaats maakt deel uit van het arrondissement Vienne.

## Geografie
De oppervlakte van Mottier bedraagt 10,6 km², de bevolkingsdichtheid is 56,2 inwoners per km².
De onderstaande kaart toont de ligging van Mottier met de belangrijkste infrastructuur en aangrenzende gemeenten.

## Demografie
Onderstaande figuur toont het verloop van het inwonertal (bron: INSEE-tellingen).